# Villa de Vallecas (metropolitana di Madrid)
Villa de Vallecas è una stazione della linea 1 della metropolitana di Madrid.
Si trova sotto alla piazza Sierra Gádor, nel centro storico di Villa de Vallecas.

## Storia
La stazione fu inaugurata il 4 marzo 1999 quando la linea 1 venne prolungata dalla stazione di Miguel Hernández fino a quella di Congosto.

## Accessi
Ingresso Villa de Vallecas
- Pº Federico García Lorca: Paseo de Federico García Lorcam 3
- Sierra Vieja: Plaza de Sierra Gádor, 10 (angolo con Calle de la Sierra Vieja)
- Ascensore: Paseo de Federico García Lorca, 1